# Navidad (distrito)
Navidad fue uno de los distritos que integró la subdelegación de Navidad, en el antiguo departamento de San Fernando, provincia de Colchagua.
El territorio del distrito fue organizado por decreto del presidente José Joaquín Pérez Mascayano el 14 de agosto de 1867.

## Historia
El distrito, que ocupó el número 4.° de la subdelegación Navidad, fue creado por decreto supremo del 14 de agosto de 1867, que divide el departamento de San Fernando en veinte subdelegaciones y numerosos distritos. El documento determina así sus límites:

Al este, el límite occidental del distrito núm. 3; al norte, el mar; al oeste, el estero del Puertecillo y la quebrada del Maquicillo hasta que la atraviesa el camino que baja del Alto Grande, el cual continuará línea divisoria siguiendo hacia el sur y pasando por la cuesta de la Palmilla y las Trancas hasta llegar al zanjón de los Espinillos; desde aquí se halla separado este distrito por la línea que sirve de límite occidental del núm. 1.

El Decreto con Fuerza de Ley N.° 8.583 del 30 de diciembre de 1927 redistribuye el territorio del departamento de San Fernando, y los distritos se suprimen.

## Administración
La administración del territorio estaba a cargo de un inspector, quien respondía a las órdenes del subdelegado, quien tenía la potestad de nombrarlos o removerlos dando cuenta al gobernador departamental.